# Henry Barraud
Henry Barraud (23. april 1900 Bordeaux, Frankrig – 28. december 1997 Paris, Frankrig) var en fransk komponist.
Barraud studerede under Louis Aubert på Conservatoire de Paris, men bestod aldrig sin eksamen der pga. uoverensstemmelser. 
Han formede med komponisten Pierre-Octave Ferroud selskabet Triton som promoverede fransk musik. 
Han har komponeret tre symfonier, orkesterværker, operaer og en klaverkoncert etc.

## Udvalgte værker
- Symfoni nr. 1 "Symfoni af Numance"  (1950) - for orkester
- Symfoni nr. 2 (1955-1956) - for strygeorkester
- Symfoni nr. 3 (1956-1957) - for orkester
- Symfoni Koncertante (1965-1966) - for trompet og orkester
- klaverkoncert (1939) - for klaver og orkester
- "Digt" (1932) - for orkester
- "Tilbyder til en skygge" (1941-1942) - for orkester
- "Ti Impromtuer" (1941) - for klaver
- Koncert (1963) - for fløjte og strygeorkester
- "Tre Etuder" (1967) – for orkester
- Koncert (1971) - for strygeorkester
- "Concertino" (1953) - for klaver, fløjte, klarinet, valdhorn, fagot og kammerorkester
- "Divertimento"! (1962) – for orkester